# Tianeti
Tianeti – osiedle typu miejskiego w Gruzji, w regionie Mccheta-Mtianetia. W 2014 roku liczyło 2479 mieszkańców.